# Антимонид магния
Антимонид магния — бинарное неорганическое соединение
магния и сурьмы с формулой Mg3Sb2,
кристаллы с металлическим блеском,
не растворяется в воде.

## Получение
- Сплавление стехиометрических количеств чистых веществ:

{\displaystyle {\mathsf {3Mg+2Sb\ {\xrightarrow {1100^{o}C}}\ Mg_{3}Sb_{2}}}}

## Физические свойства
Антимонид магния образует кристаллы с металлическим блеском
тригональной сингонии,
пространственная группа P 3m1,
параметры ячейки a = 0,4573 нм, c = 0,7229 нм, Z = 1.
При температуре 930°С происходит переход в фазу
кубической сингонии,
пространственная группа I a3.
При температуре 1115°С происходит второй фазовый переход в гексагональную фазу.
Не растворяется в воде.